# Mullanpur Dakha
Mullanpur Dakha è una suddivisione dell'India, classificata come nagar panchayat, di 14.607 abitanti, situata nel distretto di Ludhiana, nello stato federato del Punjab. In base al numero di abitanti la città rientra nella classe IV (da 10.000 a 19.999 persone).

## Geografia fisica
La città è situata a 30° 51' 32 N e 75° 41' 15 E.

## Società

### Evoluzione demografica
Al censimento del 2001 la popolazione di Mullanpur Dakha assommava a 14.607 persone, delle quali 7.689 maschi e 6.918 femmine. I bambini di età inferiore o uguale ai sei anni assommavano a 1.601, dei quali 873 maschi e 728 femmine. Infine, coloro che erano in grado di saper almeno leggere e scrivere erano 10.057, dei quali 5.675 maschi e 4.382 femmine.